# Carpenteria californica
Carpenteria californica é a única espécie do género botânico Carpenteria, pertencente à família Hydrangeaceae.É um arbusto nativo da Califórnia.
É uma espécie rara e é bem adaptada ao fogo, ao calor. Mede aproximadamente 1,3 m de altura. As folhas medem de 4 a 10 cm de comprimento com cor verde brilhante e azul-verde esbranquiçado. As flores medem 3,7 cm, com pétalas brancas e amarelas. A floração é no final da primavera e no inicio do verão. O fruto é uma cápsula semelhante a couro 6.12 mm que contém numerosas sementes.
É uma planta ornamental popular nos jardins, cultivados principalmente para a decoração.A Carpenteria não deve ser confundida com a Carpentaria, um gênero de palmeiras nativas para o norte da Austrália.